# Belagerung von Tournai (1745)
Europäischer Kriegsschauplatz:

Mollwitz* – Chotusitz* – Simbach – Dettingen – Toulon – Pfaffenhofen – Tournai – Fontenoy – Hohenfriedberg** – Soor** – Hennersdorf** – Kesselsdorf** – Brüssel – Piacenza – Namur – Roucourt – Kap Finisterre 1 – Lauffeldt – Assietta –  Bergen op Zoom – Kap Finisterre 2 – Maastricht
(*) Erster Schlesischer Krieg – (**) Zweiter Schlesischer Krieg
Indischer Kriegsschauplatz:

Erster Karnatischer Krieg
Amerikanischer Kriegsschauplatz:

War of Jenkins’ Ear – King George’s War
Die Belagerung von Stadt und Zitadelle Tournai fand vom 25. April bis zum 19. Juni 1745 statt und war Teil des Österreichischen Erbfolgekrieges. Beteiligt waren die französischen Belagerungstruppen unter dem Kommando des Maréchal de Saxe (Moritz von Sachsen) – dessen Gegner war der niederländische Festungskommandant Johan Adolf Van Dorth mit seinen Verteidigern. Als Ergebnis der Belagerung mussten die Niederländer aufgeben und die Festung den Franzosen überlassen.

## Ausgangslage
Bereits 1709 war Tournai während des Spanischen Erbfolgekrieges von den Truppen des Herzogs von Marlborough und des Prinzen Eugen von Savoyen eingenommen worden. Im Jahre 1745 wurde es von einer 9.000 Mann starken niederländischen Garnison unter dem Kommando des Gouverneurs Baron Johan Adolf Van Dorth verteidigt. Die befestigte Stadt hatte zu diesem Zeitpunkt 21.400 Einwohner. Sie war im Jahre 1714 als Teil der Barriere gegen Frankreich errichtet worden.
Nach dem Einfall in Flandern 1744 gab König Ludwig XV. dem Marschall Moritz von Sachsen den Auftrag, sich für einen Feldzug im folgenden Jahr vorzubereiten. Er wählte als zentralen Punkt für die Versorgung die Festung von Tournai, da diese ein strategisches Sprungbrett von der Schelde auf die als Kriegsziele einzunehmenden Städte Gent, Brügge, Ath und Mons bildete. Am 21. April 1745 begann die 90.000 Mann starke französische Armee ihren Marsch auf Tournai, am 25. erschienen die Vorhuten vor der Stadt, der am 26. April das Gros folgte.

## Belagerung der Stadt vom 25. April bis zum 22. Mai 1745
Im Angesicht des französischen Aufmarsches befahl Van Dorth, die Vororte anzuzünden und einen Ausfall in Richtung des westlich gelegenen Orcq zu unternehmen. Dies wurde jedoch von der französischen Artillerie im Keim erstickt. Am Abend des 30. April begannen die Belagerer mit dem Ausheben der Annäherungsgräben gegen das Tor „Sept-Fontaines“ auf dem linken Ufer der Schelde. Gleichzeitig eröffnete die Artillerie das Zerstörungsfeuer auf die vorgeschobenen Werke der Stadt.
Am 8. Mai 1745 besuchten der König und der Dauphin das Lager der Armee vor Tournai. Am gleichen Tag ereignete sich gegen 15:00 Uhr die Explosion eines Pulvermagazins in der Zitadelle, die eine große Anzahl an Opfern verursachte und an der Zitadelle erhebliche Schäden anrichtete. Am Abend gab es durch einen Unfall eine Explosion in den Stellungen der Belagerungsarmee, der der Colonel des Regiments de Normandie, der Marquis de Talleyrand-Périgord und der Ingenieur Desmazis zum Opfer fielen. Der Maréchal de Saxe betrauerte den Tod der beiden Männer.
Während der Zeit, in der die Schlacht bei Fontenoy stattfand, wurden Teile der Armee dorthin abgezogen. Die Belagerung wurde an den Marquis de Brézé übergeben, dem man dazu 27 Bataillone Infanterie und 17½ Escadrons Kavallerie überließ. Während dieser Zeit unternahm die holländische Kavallerie einen halbherzigen Ausfall, der jedoch von den Franzosen leicht abgewiesen werden konnte.
Die Niederlage bei Fontenoy bedeutete über kurz oder lang das Ende der inzwischen isolierten Festung Tournai. Dem schweizerischen Regiment Hirtzel und dem schottischen Regiment MacKay gelang es am 18. Mai, die Hauptbastion am Tor „Sept-Fontaines“ zu besetzen. Hierbei wurde der Colonel Daniel Aeneas Mackay getötet. Die französischen Batterien setzten die Beschießung der Wälle fort und am 22. Mai 1745 hissten die Verteidiger die weiße Flagge, die Stadt war eingenommen. Am 23. Mai wurde die Kapitulation unterzeichnet.

## Belagerung der Zitadelle vom 1. bis zum 19. Juni 1745
Die holländische Garnison zog sich nach dem Fall der Stadt in die bereits beschädigte Zitadelle zurück, um Befehle aus Den Haag zum weiteren Vorgehen abzuwarten. Nach einer Gefechtspause von acht Tagen erreichte sie der Befehl, den Kampf fortzusetzen.

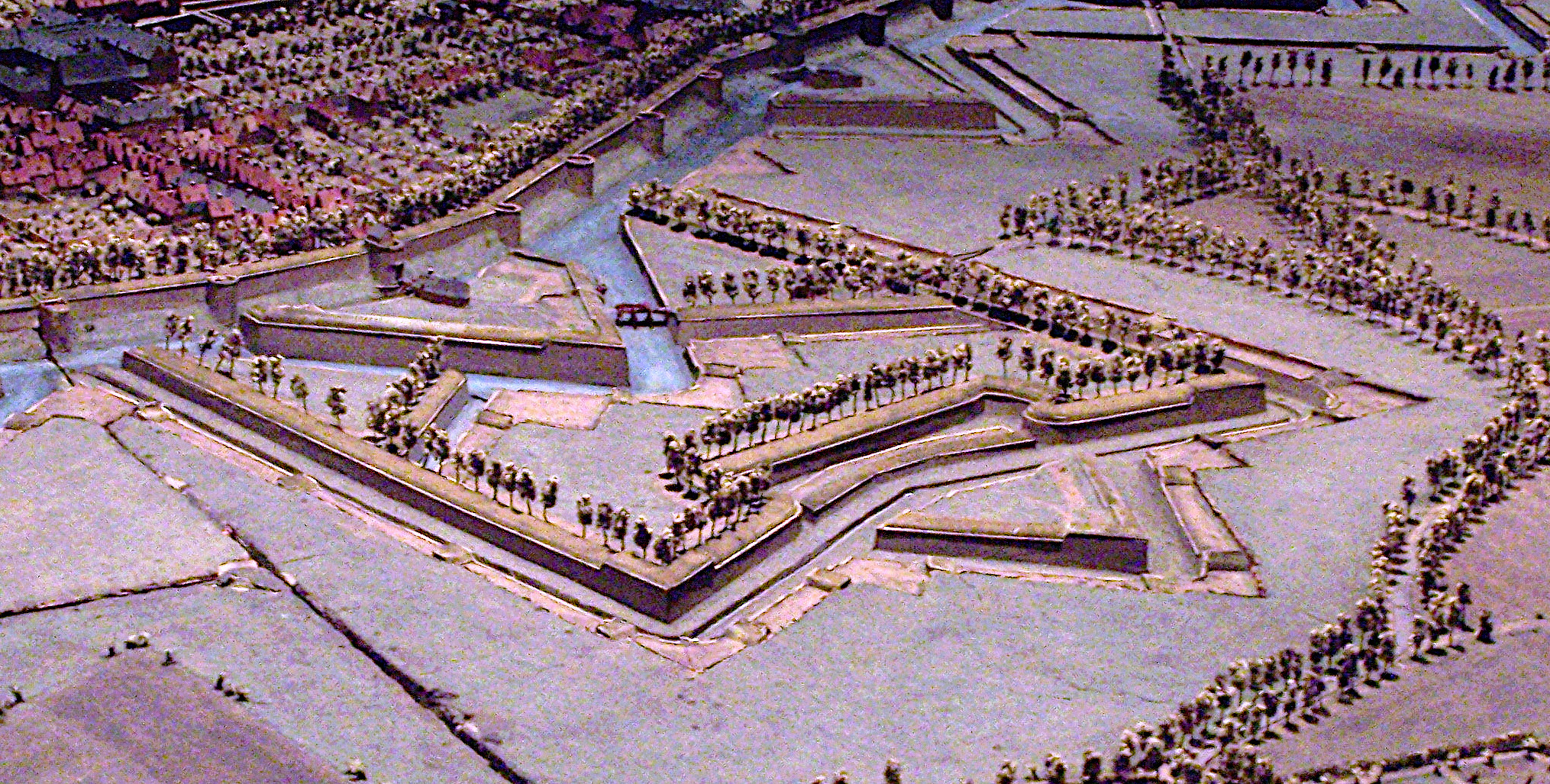
Detail der Festungsanlagen von Tournai

Die Belagerung wurde daher am 1. Juni wieder aufgenommen. Die Festung wurde von zahlreichen Geschossen der französischen Kanonen und Mörser getroffen. Trotz heroischen Widerstands musste sich die holländische Besatzung am 19. Juni den Belagerern ergeben. Wegen ihres tapferen Verhaltens wurde der noch 6.500 Mann starken Truppe unter dem Kommando von Baron Van Brackel der Abzug mit allen militärischen Ehren nach Oudenaarde gestattet. Die schwer beschädigte Zitadelle wurde anschließend geschleift.
Mit einer Dauer von 47 Tagen war die Belagerung von Tournai die längste im Österreichischen Erbfolgekrieg.
Auf Befehl von König Ludwig XV. war versucht worden, die Kathedrale und andere bedeutende Gebäude der Stadt vom Artilleriebeschuss zu verschonen.
Tournai blieb bis zum Oktober 1748 in französischem Besitz. Nach dem Vertrag von Aachen wurde es an die Österreicher bzw. Niederländer zurückgegeben.
Im Januar 1749 verließ der letzte französische Soldat die Stadt.
Heute (2021) befindet sich die Caserne Ruquoy auf dem Gelände der Zitadelle.
Sie ist mit den Hauptgebäuden fünfeckig angelegt und folgt so dem Grundriss der ehemaligen Festungsanlage. Gegenüber dem Kasernentor finden sich noch geringfügige Mauer- und Wallreste mit der Torpoterne, die als einziger Gebäudeteil der Festung erhalten ist.